# كارولين إيكن
كارولين إيكن (بالإنجليزية: Caroline Aiken)‏ هي مغنية مؤلفة ومغنية وملحنة أمريكية، ولدت في 8 أغسطس 1955.

## وصلات خارجية
- كارولين إيكن على موقع ميوزك برينز (الإنجليزية)
- كارولين إيكن على موقع ديسكوغز (الإنجليزية)